# Estat Sucre
Sucre és un dels 23 estats en què és dividida Veneçuela. La capital de l'estat és Guanare. Inclou els municipis d'Andrés Eloy Blanco (Casanay), Andrés Mata (San José de Aerocuar), Arismendi (Río Caribe), Benítez (El Pilar), Bermúdez (Carúpano), Ciudad Bolívar (Marigüitar), Cajigal (Yaguaraparo), Cruz Salmerón Acosta (Araya), Libertador (Tunapuy), Mariño (Irapa), Mejía (San Antonio del Golfo), Montes (Cumanacoa), Ribero (Cariaco), Sucre (Cumaná) i Valdez (Güiria).